# Gémozac
Gémozac je francouzská obec v departementu Charente-Maritime v regionu Nová Akvitánie. V roce 2013 zde žilo 2 802 obyvatel.

## Poloha obce
Sousední obce jsou: Cravans, Champagnolles, Jazennes, Saint-Germain-du-Seudre, Saint-André-de-Lidon, Saint-Simon-de-Pellouaille, Tanzac, Villars-en-Pons a Virollet.

## Vývoj počtu obyvatel
Počet obyvatel